# حرضة ذمار
جبل اللسي
حرضة ذمار أو جبل اللسي هو حقل بركاني في اليمن.

## المورفولوجياوالثوران
يمتد الحقل البركاني 80 كيلومتر (50 ميل) شرق مدينة ذمار. يحتوي على العديد من البراكين الطبقية وتدفقات الحمم البركانية والأقماع الشابة. تدفقات الحمم البازلتية فوق التدفقات الريوليتية الأقدم. البركان مسؤول عن ثوران القرن العشرين الوحيد في شبه الجزيرة العربية، في عام 1937. يبعد الحقل 100 كيلومتر (62 ميل) جنوب شرق العاصمة صنعاء.

## في النقوش القديمة
ورد ذكر اسم جبل اللسي في نقوش اليمن، بلفظ "أ س أ س" مرتبط دائماً بالإله عثتر.

## روابط خارجية
- صورة لبركان جبل اللسي نسخة محفوظة 4 مارس 2016 على موقع واي باك مشين. على Panoramio